# Sergio Vatta
Sergio Vatta (Zara, 5 ottobre 1937 – Trofarello, 23 luglio 2020) è stato un calciatore, allenatore di calcio e dirigente sportivo italiano, specializzato nel dirigere i settori giovanili.

## Carriera

### Giocatore
Nella stagione 1963-1964 ha giocato (7 presenze) nell'Aquila nel campionato di Serie C.
Inoltre, ha giocato nel Campobasso nella stagione 1965-1966.

### Allenatore
Tra gli anni '60 e '70 avvia la sua carriera di allenatore in squadre di Serie C e D, ottenendo alterni risultati.
Nel 1977 passa alla squadra giovanile del Torino, dove resta fino al 1991, ottenendo risultati con calciatori come Andrea Mandorlini, Giorgio Venturin, Christian Vieri, Gianluigi Lentini, Diego Fuser, Roberto Cravero, Antonio Comi, Dino Baggio, Dante Bertoneri e molti altri. Nella primavera del 1989 subentra all'esonerato Claudio Sala alla guida della prima squadra non riuscendo a salvarla dalla retrocessione in Serie B. Sarà questa la sua unica esperienza in prima squadra, visto che già in luglio il Torino è affidato ad Eugenio Fascetti.
Nel 1991 Vatta entra nei quadri tecnici federali, come allenatore e responsabile delle Nazionali giovanili Under-16 e Under-17, ricoprendo tale ruolo fino al 1997. Nell'annata 1997-1998 allena la Nazionale femminile, che riesce a portare alla fase finale dei Mondiali.

### Dirigente
Nel 1998 viene chiamato dall'allora presidente della Lazio, Sergio Cragnotti, a dirigere il settore giovanile biancoceleste, avventura terminata nel 2001 con la conquista dello scudetto sia della squadra Primavera guidata da Bollini che della squadra dei Giovanissimi Nazionali. Dal 2002 al 2004 compie un'esperienza all'estero presso la squadra greca del PAOK, divenendo responsabile del settore giovanile. Il suo più recente impiego è stato quello di direttore generale dell'Alessandria.

## Palmarès

### Allenatore

#### Competizioni nazionali
- Serie D: 1

Juniorcasale: 1973-1974

#### Competizioni giovanili
- Campionato Primavera: 2

Torino: 1984-1985, 1987-1988
- Coppa Italia Primavera: 6

Torino: 1982-1983, 1983-1984, 1985-1986, 1987-1988, 1988-1989, 1989-1990
- Torneo di Viareggio: 4

Torino: 1984, 1985, 1987, 1989

#### Nazionale

##### Giovanili
- Campionato europeo Under-16:

 1993
 1992

##### Femminile
- Europei:

: 1997

#### Individuale
- Trofeo Maestrelli: 1

1989

### Dirigente

#### Competizioni giovanili
- Campionato Primavera: 1

Lazio: 2000-2001
- Campionato Giovanissimi Nazionali: 1

Lazio: 2000-2001